# Monte Burnham
O Monte Burnham é um pico localizado na Serra de San Gabriel, no estado americano da Califórnia, próximo da cidade de Wrightwood. O monte tem 2 742 metros de altitude, sendo o quinto pico mais elevado da serra, e seu nome é uma homenagem ao explorador militar estadunidense e o Chefe dos Scouts Frederick Russell Burnham, que ficou conhecido pelos serviços prestados no exército colonial britânico e por ter ensinado woodcraft (escutismo) a Robert Baden-Powell, sendo está uma das influências mais notaveis do fundador do escotismo.
O monte originalmente era conhecido como West Twin ou North Baldy Mountain. O nome atual foi oficializado em 1951, durante uma cerimônia comemorativa.
Como símbolo da amizade, desde 1936 a montanha ao lado é chamada Monte Baden-Powell. Burnham foi quem decidou homenagear Robert Baden-Powell, dando ao monte o nome dele. Entre os dois havia uma grande amizade e Baden-Powell era um grande admirador de Burnham.

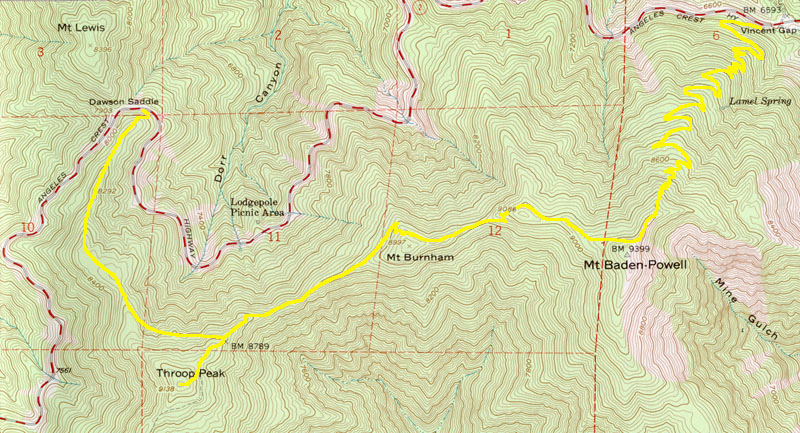
Trinha que liga o monte Burnham ao monte Baden-Powell